# Coccyzus longirostris
Il cuculo lucertola di Hispaniola o cuculo lacertiero di Hispaniola (Coccyzus longirostris Hermann, 1783), è un uccello della famiglia dei Cuculidae.

## Sistematica
Coccyzus longirostris non ha sottospecie, è monotipico.

## Distribuzione e habitat
Questo uccello vive solo sull'isola di Hispaniola.